# 中村孝生
中村 孝生（なかむら たかお、1958年1月22日 - ）は、日本の元陸上競技選手。群馬県出身。群馬県立前橋工業高等学校、日本体育大学体育学部体育学科卒業。

## 略歴
1970年代から1980年代にかけて長距離種目で活躍した。モスクワオリンピック代表、アジア大会2冠などの実績を誇る。瀬古利彦らとしのぎを削った名ランナーである。1980年ヱスビー食品入社。モスクワオリンピック代表に選出されるも、ソ連のアフガニスタン侵攻の影響で日本選手団は不参加を決定。不運に泣いた。ヱスビー食品陸上競技部競技部長を務めた。立正大学陸上競技部駅伝部門の初代監督を経てアドバイザーとなる。

## 主な戦績
- 1974年 インターハイ5000m優勝
- 1975年 インターハイ1500m・5000m優勝。2冠を達成
- 1977年 箱根駅伝3区区間賞
- 1978年 日本インカレ10000m優勝。
- 1978年 バンコクアジア大会800m・5000m優勝。2冠という快挙を成し遂げる
- 1980年 箱根駅伝4区区間賞
- 1980年 東日本実業団5000m・10000m優勝
- 1982年 東日本実業団10000m優勝
- 1988年 全日本実業団対抗駅伝1区区間賞 ヱスビー食品大会4連覇に貢献
- 1988年 青梅マラソン30km優勝

インターハイ（2年生時）では800m・1500m優勝の瀬古をおさえ5000m優勝した。
大学入学後はオールラウンドプレーヤーぶりを発揮、ポイントゲッターとして参加した国体での記録を含め
800m、1500m、5000m、10000m、3000m障害物、マラソンの各種目ともランキング10傑入りの実績を持つ。

## マラソン全成績
- 1, 2時間19分55秒　 29位　81東京国際
- 2, 2時間12分11秒　　4位　82東京国際
- 3, 2時間17分37秒　 20位　82福岡国際
- 4, 2時間21分22秒　　2位　86ニュージーランド
- 5, 2時間18分44秒　 24位　88福岡国際
- 6, 2時間11分51秒　　9位　89ロンドン（生涯自己最高記録）
- 7, 2時間23分09秒　 28位　89福岡